# Luddvårlök
Luddvårlök (Gagea villosa) är en växtart i familjen liljeväxter. Arten förekommer i större delen av Europa, från södra Sverige och Danmark, till Medelhavsområdet, den återfinns även i Algeriet och österut till Ukraina, Iran, Turkiet, Libanon och Syrien.
Luddvårlök är en flerårig ört som blir cirka 10 cm hög med gulaktig lök. Stjälken har två långsmala, mörkgröna basalblad och två till fyra stjälkblad. Blommorna sitter i en ofta rikblommig klase och blomskaften, samt även de gula hyllebladens utsida, är fint silverludna. Frukten är en trerummig kapsel. Fröna har ett oljerikt bihang. Luddvårlök blommar under våren och vissnar ner under försommaren.
Luddvårlök är den enda av de svenska arterna i släktet som har ludna blomskaft och hylleblad som är ludna på utsidan.

## Synonymer
- Gagea arvensis var alboffii Somm. et Levier
- Gagea arvensis subsp. hervieri Degen ex Hervier
- Gagea boissieri Pascher
- Gagea longifolia Gand.
- Gagea soleirolii var. cyrnea Briq.
- Gagea testudina Levichev
- Gagea villosa subsp. hervieri (Degen ex Hervier) Á.Löve & Kjellq.
- Ornithoxanthum villosum (M.Bieb.) Link
- Ornithogalum villosum M.Bieb.
- Ornithogalum oligocephala Gand.
- Ornithoxanthum arvense (Pers.) Link
- Stellaster arvensis (Pers.) Kuntze